# Калье-де-Карретас (Мадрид)
Калье-де-Карретас (исп. Calle de Carretas) — улица в центре Мадрида, столицы Испании, расположенная в баррио Соль (район Сентро). Она связывает площадь Пуэрта-дель-Соль с площадью Хакинто Бенавенте, пересекаясь с улицами Калье-де-сан-Рикардо и Калье-де-Кадис.
История её названия связана с восстанием комунерос, когда повозки устанавливались на этой территории в виде буствера для защиты города.

## История
В 1834 году улицы Карретас и Калье-де-ла-Монтера стали первыми, где были выложены каменные мостовые. Позднее, в конце XIX века улица стала известна большим количеством магазинов, специализирующихся на продаже ортопедических изделий.
Калье-де-Карретас славилась также и книжными магазинами (как и Эскамилья). Когда-то улица была и традицонным путём следования процессии в праздник Тела и Крови Христовых. В конце улицы находился очень популярный рынок, где активно обменивали валюту, Лонха дель Альмидон.
16 февраля 2018 года начались работы по реконструкции улицы с целью превращения её в пешеходную и, таким образом, обеспечения непрерывности пешеходной торговой оси, проходящей с севера на юг и образуемой улицами Калье-де-Фуэнкарраль и Калье-де-ла-Монтера. Работы по созданию пешеходной зоны на 224-метровой улице были завершены 21 ноября того же года.

### Кафе
Кафе «Помбо» (также известное как «Антигуо» и «Ботильерия Помбо») — мадридское кафе, расположенное по адресу Калье-де-Карретас, дом 4. Будучи местом встречи художников, оно стало знаменитым после того, как в 1912 году писатель Рамон Гомес де ла Серна решил проводить там свои субботние вечера, посвященные тертулиям, носившим название «Священная крипта Помбо» (исп. La Sagrada cripta del Pombo). Традиция эта продолжалась до 1942 года.
Ещё одним известным местом на Калье-де-Карретас было кафе «Ла Хувентуд», открытое в начале XX века, и, как и многие подобные заведения того времени, имевшее собственную сцену. На ней выступали и прославились такие комики, как Лорето Прадо и Энрике Чикоте. Позднее в нём был открыт театр «Ромеа», который был снесён незадолго до начала гражданской войны в Испании. Помимо кафе, в этот исторический период здесь работало и несколько таверн.

### В культуре
Композитор Руперто Чапи посвятил улице одну из своих многочисленных сарсуэл с традиционной мадридской атмосферой, которую он так и назвал — «Калье-де-Карретас» (исп. La calle de Carretas). Её премьера состоялась в 1881 году.
- Табличка с названием улицы, работа керамиста Альфредо Руиса де Луны[исп.]
- «Священная крипта Помбо»
- «Триумфальная арка на Калье-де-Карретас», картина Лоренсо Кирос[исп.] (1717–1789)
- Вид на Калье-де-Карретас в 2015 году, когда она ещё была открыта для движения транспорта.